# Pseudotaria muramotoi
Pseudotaria muramotoi — викопний вид ластоногих ссавців родини моржових (Odobenidae).

## Поширення
Вид існував у пізньому міоцені на території сучасної Японії (10—9,5 млн років тому). Скам'янілі рештки виду знайдені у верхній частині свити Ічібангава на острові Хоккайдо, на півночі Японії. Описаний з решток черепа.

## Філогенія
Pseudotaria muramotoi походить з тієї ж формації, що й Archaeodobenus akamatsui, але вони відрізнялися один від одного за розміром і формою потиличного відростка, потиличного отвору і соскоподібного відростка черепа та інших посткраніальних функцій. На основі даних філогенетичного аналізу, вважається, що P. muramotoi міг відокремитися від A. akamatsui в кінці міоцену в північно-західній частині Тихого океану. Така швидка диверсифікація архаїчних моржів сталася з поєднанням морської регресії і трансгресії, яка забезпечила геологічну ізоляцію серед спільних предків вимерлих моржових.